# انبلا-نوزاک
انبلا-نوزاک (به فرانسوی: Anglars-Nozac) یک کمون در فرانسه است که در لو واقع شده‌است. انبلا-نوزاک ۹٫۸۳ کیلومتر مربع مساحت دارد ۱۴۷ متر بالاتر از سطح دریا واقع شده‌است.